# Långt QT-syndrom
Långt QT-syndrom är ett samlingsnamn för en grupp sjukdomar som påverkar det elektriska retledningssystemet i hjärtat. Det medför en ökad risk att drabbas av allvarliga hjärtrytmstörningar, som i värsta fall kan ge hjärtstopp. Det finns dels ärftliga varianter av långt QT-syndrom, som Romano-Wards syndrom och Jervell-Lange-Nielsens syndrom, och förvärvade varianter som kan bero på exempelvis elektrolytrubbningar (rubbningar i koncentrationen av vissa joner i blodet) eller läkemedel. Diagnosen ställs med EKG. Namnet långt QT-syndrom kommer av EKG-bilden, där den så kallade QT-tiden är förlängd.